# Vasili I van Moskou
Vasili I Dmitrievitsj (Russisch: Васи́лий I Дми́триевич, 30 december 1371 - 27 februari 1425) was vorst van Moskou van 1389 tot 1425.

## Biografie
Vasili was de oudste van de overgebleven zonen van Dmitri Donskoj. Hij begon het unificatieproces van Rusland door meerdere naburige vorstendommen te annexeren. Zeer diplomatisch van aard, stond hij wel meestal op goede voet met al zijn naburige heersers.
Na de plundering van Moskou in 1382 door Tochtamysj moest Dmitri Donskoj tribuut betalen aan Tochtamysj en zond hij zijn zoon Vasili mee met de eerste betaling naar de khan, die Vasili als koninklijke gijzelaar aan zijn hof zou houden tot 1386.
Hij wist de Gouden Horde te ontvluchten in 1386 en zocht zijn toevlucht in Litouwen bij groothertog Vytautas de Grote, met wiens dochter Sofia Vitvtovna hij zich verloofde. Hij keerde terug naar Rusland in 1387.
Bij de dood van zijn vader in 1389 werd hij vorst van Moskou en Vladimir en werd hij in deze laatste stad gekroond. Op 9 januari 1391 trouwde hij met Sofia, dochter van Vytautas van Litouwen.
Op 26 augustus 1395 verscheen Timoer Lenk voor Jelets, in het dal van de Don, die ervan afzag om Moskovië te veroveren en Saraj, de hoofdstad van de Gouden Horde, liet afbranden in 1396. Hij bracht de Turks-Mongoolse stammen onder zijn gezag en versloeg vervolgens de Litouwers in 1399.
De Tataren teisterden Moskovië in 1408. Er werd met Litouwen in december  een vredesverdrag gesloten. In 1412 begaf Vasili zich naar de Gulden Horde om zich te laten bevestigen in zijn heerschappij over het vorstendom Novgorod.
Hij stierf op 27 februari 1425 te Moskou en werd begraven in de zuidportaal van de Aartsengel Michaëlkathedraal in Moskou.

## Nakomelingen

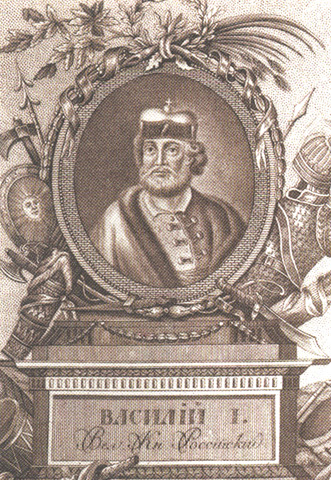
Vasili I.

Uit zijn huwelijk met Sophia van Litouwen, dochter van Vytautas de Grote, gestorven op 15 juni 1453, zijn negen ons bekende kinderen voortgekomen:
- Anna (1393-1417) in 1411 getrouwd met de Byzantijnse keizer Johannes VIII Palaiologos;
- Iouri Vassilievitsj (30 maart 1395 - 30 november 1400)
- Ivan Vassilievitsj (15 januari 1396 - 20 juli 1417), getrouwd met een dochter van Ivan Vladimirovitsj van Pronsk;
- Anastasia Vassilievna (d. 1470), getrouwd met Vladimir Alexander, prins van Kiev, zoon van Vladimir Olgerdovitsj;
- Daniel Vassilievitsj (6 december 1400 - mei 1402);
- Vassilissa Vassilievna, getrouwd met Alexander Ivanovitsj "Broukhaty", prins van Soezdal vervolgens hertrouwd met zijn neef, Alexander Danilovitsj "Vzmetenj", prins van Souzdal;
- Simeon Vassilievitsj (13 januari 1405 - 7 april 1405);
- Maria Vassilievna, getrouwd met Youri Patrikievitsj, zoon van Patrikeï, prins van Starodoub;
- Vasili (10 maart 1415 – 27 maart 1462), vorst van Moskou.